# Гровер, Лов
Лов Кумар Гровер (англ. Lov Kumar Grover; род. 1961) — индо-американский математик. Он является создателем алгоритма Гровера, используемого в квантовых вычислениях.

## Биография
Гровер получил степень бакалавра в Индийском технологическом институте в Дели в 1981 году и докторскую степень в области электротехники в Стэнфордском университете, затем он отправился в Bell Laboratories, где он работал доцентом в Корнельском университете с 1987 по 1995 год.

## Работы
- Grover L.K. A fast quantum mechanical algorithm for database search (англ.) // Proceedings, 28th Annual ACM Symposium on the Theory of Computing. — May 1996. — P. 212.
- Grover L.K. QUANTUM COMPUTING: How the weird logic of the subatomic world could make it possible for machines to calculate millions of times faster than they do today (англ.) // The Sciences. — July/August 1999. — P. 24-30.
- Grover L.K. From Schrödinger’s equation to quantum search algorithm (англ.) // American Journal of Physics. — 2001. — Vol. 69 (7). — P. 769—777.
- What’s a Quantum Phone Book?, Lov Grover, Lucent Technologies